# 中章
中章（?—?），战国初期晋国赵氏大臣。
中章是中牟县的士人，品行好，学识渊博。赵襄子当政之时，以王登任中牟县县令。王登上计时，向赵襄子推荐中章和胥己。王登在一天内使两个人被赵襄子任命为中大夫，授予他们土地和房屋。于是，中牟县里人口的一半，不再干耕田除草的农活，卖掉住宅和菜园，而追随搞私学的士人。